# Laino Borgo
Laino Borgo (Laìnu in calabrese) è un comune italiano di 1 639 abitanti della provincia di Cosenza. Situato al confine tra due regioni (Calabria e Basilicata), è immerso nel Parco nazionale del Pollino.

## Origini del nome
Il nome si riferisce al fiume Lao nella forma Lainos, ossia "del fiume Lao" che a sua volta prende il nome dall'antica città greca di Laos.
In passato era conosciuto col nome di Laino Bruzio, toponimo nato a seguito della fusione con il comune di Laino Castello.

## Storia
In località Santa Gada sono stati riportati alla luce i resti di un insediamento di epoca ellenistica, comprensivo di un luogo di culto pagano intitolato a una divinità femminile.
Durante gli anni della seconda guerra mondiale tra il 1940 e il 1943, Laino fu uno dei 14 comuni della Calabria designati dalle autorità fasciste ad accogliere profughi ebrei in internamento civile. Dei sette internati, quattro erano giunti da Bratislava a Rodi a bordo del battello fluviale Pentcho e di lì trasferiti a Ferramonti, due venivano dall'Albania e uno dalla Polonia ma residente a Milano dal 1935. Gli internati furono tutti liberati con l'arrivo dell'esercito alleato nel settembre 1943, con l'eccezione di Margit Strelinger, deceduta per cause naturali a Ferramonti il 14 febbraio 1943.

### Simboli
Stemma
Gonfalone

Lo stemma è stato riconosciuto con decreto del Presidente del Consiglio dei ministri del 3 giugno 1958.

## Società

### Evoluzione demografica
Abitanti censiti

## Amministrazione
| Periodo | Periodo   | Primo cittadino     | Partito                        | Carica  | Note |
| ------- | --------- | ------------------- | ------------------------------ | ------- | ---- |
| 1965    | 1980      | Pasquale Boccia     | DC                             | Sindaco |      |
| 1980    | 1995      | Terenzio Calvosa    | DC                             | Sindaco |      |
| 1995    | 1999      | Silvano Cosenza     | PDS                            | Sindaco |      |
| 1999    | 2001      | Salvatore Cavallaro | Lista civica (centro-destra)   | Sindaco |      |
| 2001    | 2002      | Renzo Felice        | commissario straordinario      | Sindaco |      |
| 2002    | 2007      | Michele Mele        | Lista civica (centro-sinistra) | Sindaco |      |
| 2007    | 2012      | Giuseppe Caterini   | Lista civica (L'Unione)        | Sindaco |      |
| 2012    | 2016      | Giuseppe Caterini   | Lista civica (PD)              | Sindaco |      |
| 2016    | 2019      | Francesco Armentano | Lista civica (FI)              | Sindaco |      |
| 2019    | in carica | Mariangelina Russo  | Lista civica (FI)              | Sindaco |      |

## Monumenti e luoghi d'interesse

### Santuario delle Cappelle
A 2 km da Laino Borgo è sito il Sacro Monte intitolato alla Vergine Addolorata, nota maggiormente come Madonna dello Spasimo. Il santuario a lei dedicato è conosciuto localmente come Santuario delle Cappelle per via delle 16 cappelle costruite e decorate in diverse fasi a partire dal 1557, anno di costruzione delle stesse per mano di Domenico Longo, un pellegrino lainese di ritorno da Gerusalemme.
Il santuario comprende una delle 16 cappelle che era dedicata alla Madonna dello Spasimo, oggi parte dell'altare maggiore.

### Chiesa del Santo Spirito
Nella Chiesa del Santo Spirito è sita una cappella dedicata al lainese Pietro Paolo Navarro, nato nel 1560 e beatificato nel 1867 per via della sua attività di evangelizzazione in India e in Giappone.

## Cultura

### Cucina
La cucina lainese è di stampo contadino. I principali piatti della tradizione sono lagani e fasuli ("tagliatelle corte e fagioli"), cavatieddi (cavatelli), rascatieddi (rascatielli) conditi con sugo di caprettone, piatti a base di carne, salumi e formaggi locali, zafarani cruschi (peperoni croccanti), zafarani chini (peperoni ripieni) e patani e zafarani (patate e peperoni).
Tra i dolci si menzionano bocconotti, sospiri, pesche, fritto di nocciole, cannarìculi e purciddati.

## Sport
Data la prossimità del fiume Lao, a Laino Borgo è possibile praticare rafting, kayaking e canyoning. Presso il fiume Iannello è diffuso il trekking.